# 水上区
水上区（すいじょう-く）は中華人民共和国上海市にかつて存在した区。

## 歴史
1953年、黄浦江、蘇州河及びその支流の上海市域に設置された。1956年に廃止され、管轄区域は隣接する市管轄区に移管された。